# Galeas

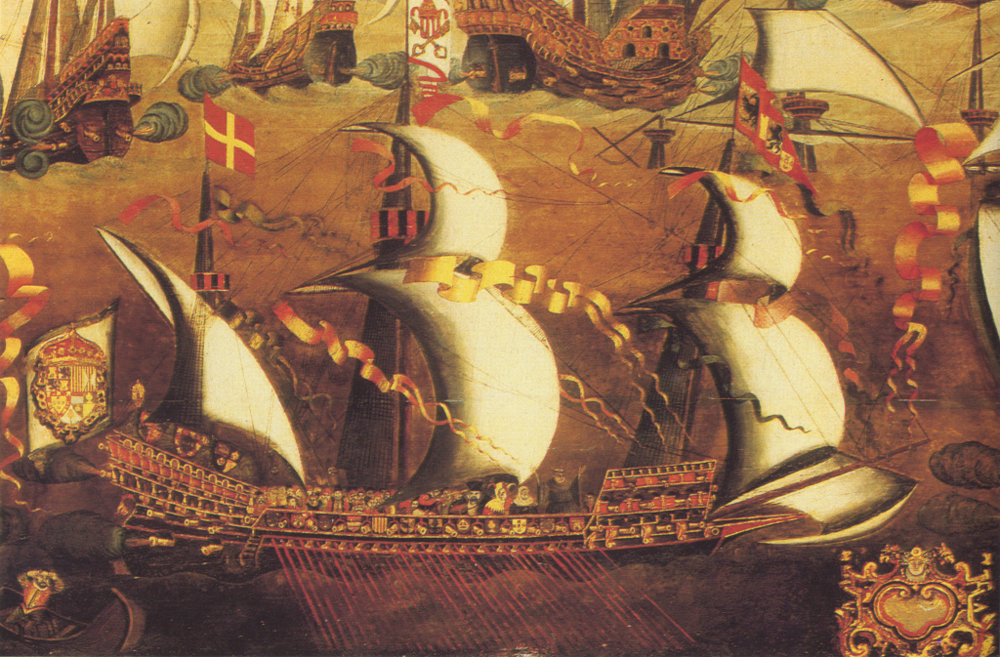
XVI-wieczny hiszpański galeas wchodzący w skład Wielkiej Armady

Galeas (galeasa; wł. galeazza, tur. mahon) – okręt wiosłowo-żaglowy używany od końca XVI wieku do połowy XVIII wieku.
Okręty o długości dochodzącej do 80 metrów, szerokości – 16 m, wyporności – 1000 ton. Obok wioseł napęd stanowiło ożaglowanie łacińskie rozmieszczone na trzech masztach. Artyleria tych wielkich okrętów porównywalna była niekiedy z liniowcami – dochodziła do 60 dział. Ciężkie działa (30-40) umieszczano na nadbudówkach rufowej i dziobowej. Na śródokręciu ustawiano jedynie lekkie działa – stąd galeasy nie prowadziły głównego ognia burtami, jak to np. czyniły fregaty czy liniowce. Załoga sięgała 700 ludzi, w tym około 400 wioślarzy umieszczonych pod pokładem (na jedno wiosło przypadało ich 5-8).